# 질 비센트 FC
질 비센트 푸테볼 클루브(포르투갈어: Gil Vicente Futebol Clube, Gil Vicente F.C.), 는 포르투갈 바르셀루스를 연고지로 하는 프로 축구 클럽이다. 현재 포르투갈 1부 리그인 프리메이라리가에 소속되어 있다.

## 성적
세군다리가
- 우승 2회 (1998–99, 2010–11)

타사 다 리가
- 준우승 1회 (2011–12)

## 선수 명단

### 현역
참고: FIFA 자격 규정에 따라 소속된 국가대표팀 국기를 표시합니다. 선수는 복수의 FIFA 비회원국 국적을 가지고 있을 수 있습니다.
| 번호 | 포지션 | 국적         | 이름            |
| ---- | ------ | ------------ | --------------- |
| 6    | MF     | 페루         | 헤수스 카스티요 |
| 7    | FW     |              | 티자니 투레     |
| 10   | MF     |              | 후지모토 간야   |
| 24   | MF     | 코트디부아르 | 모리 그반       |
| 39   | DF     | 앙골라       | 조나단 부아투   |
| 42   | GK     |              | 앤드루          |

| 번호 | 포지션 | 국적 | 이름 |
| ---- | ------ | ---- | ---- |
| 88   | DF     |      | 카즈 |

## 역대 감독
| 감독              | 임기 |
| ----------------- | ---- |
| 디아만티누 미란다 | 1998 |

틀:질 비센트 FC
틀:질 비센트 FC 감독